# Grappler Sound
Grappler Sound är ett sund i Kanada.   Det ligger i Regional District of Mount Waddington och provinsen British Columbia, i den sydvästra delen av landet, 3 800 km väster om huvudstaden Ottawa.
Trakten runt Grappler Sound är nära nog obefolkad, med mindre än två invånare per kvadratkilometer.